# Pathé Exchange

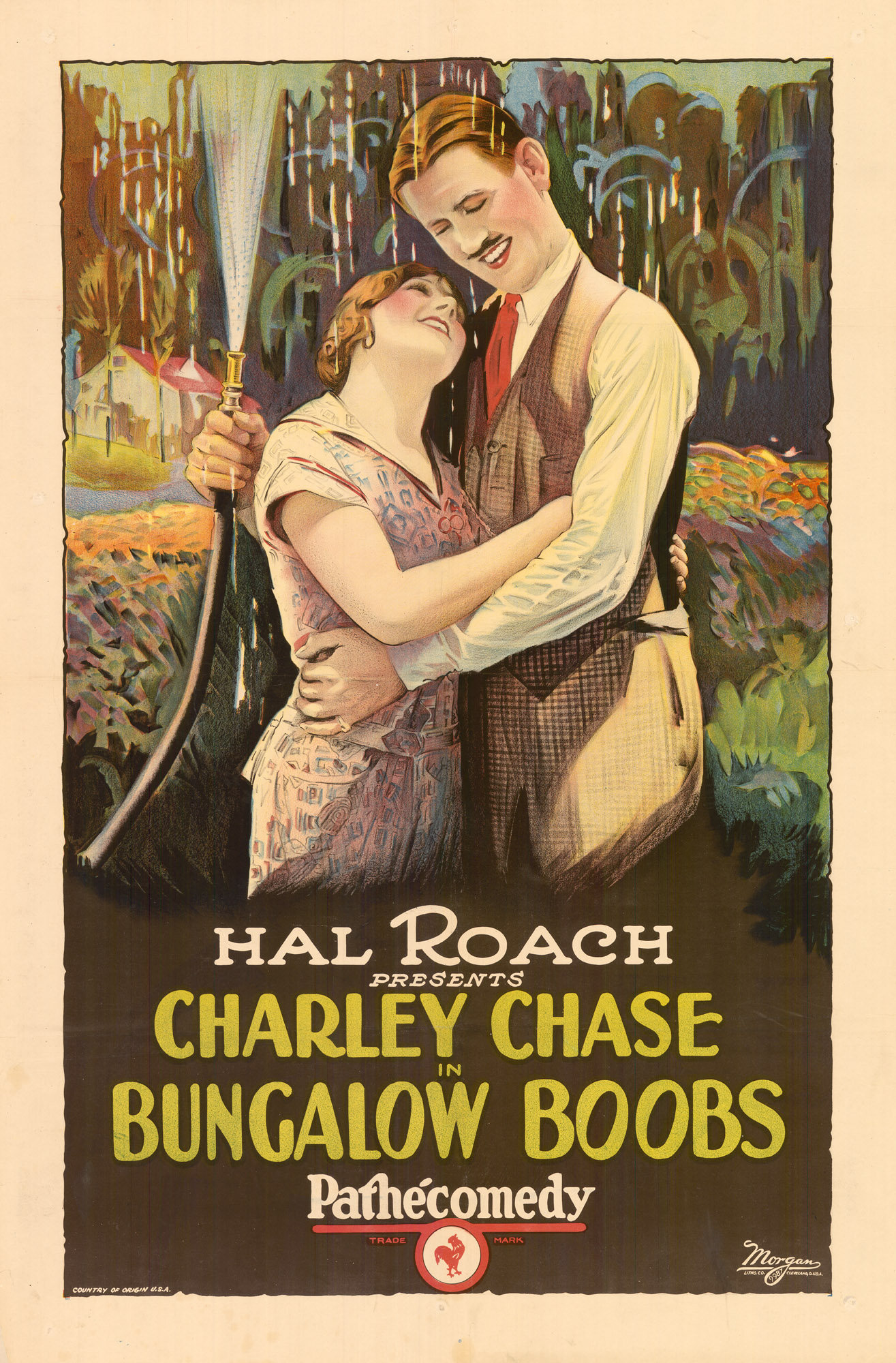
Póster del cortometraje de comedia Bungalow Boobs (1924) con el logo del gallo de Pathé Exchange en la parte inferior

Pathé Exchange fue una compañía independiente de producción y distribución de películas estadounidense que existió desde 1921 hasta 1927 después de haber sido establecida en 1904 como una subdivisión estadounidense de la firma francesa Pathé.

## Historia
Ya en 1900, la compañía francesa Pathé, el estudio cinematográfico más grande y exitoso del mundo en ese momento, distribuía sus películas en los Estados Unidos. En 1904, lanzó una subsidiaria estadounidense, Pathé Company, con sede en Búfalo, Nueva York.
En 1909, se le pidió a Pathé que se uniera a la Motion Picture Patents Company (MPPC). Como resultado, Pathé utilizó la empresa de distribución General Film Company de MPPC para distribuir sus películas.
A partir de 1914, los estudios de producción cinematográfica de Pathé Frères en Fort Lee, Nueva Jersey, produjeron los exitosos episodios serializados The Perils of Pauline. Pathé detuvo toda la producción en los Estados Unidos en 1914 y en 1915 reincorporó Pathé Company a Pathé Exchange.
Pathé Exchange se escindió de su empresa matriz francesa en 1921, con una participación mayoritaria en manos de Merrill Lynch. Charles Pathé permaneció como director de la firma estadounidense.
En 1923, después de quedar bajo el control de Merrill Lynch, Pathé Exchange se reincorporó una vez más a American Pathé.
Durante muchos años, Pathé estuvo estrechamente asociado con la empresa de distribución Associated Exhibitors, que manejaba producciones independientes. A fines de 1926, Associated Exhibitors, en apuros, fue fusionada con Pathé, como parte de una tendencia en la industria cinematográfica estadounidense. En marzo de 1927, American Pathé fue adquirida por Joseph P. Kennedy, y en 1928 se fusionó con los teatros Keith-Albee-Orpheum, junto con la distribuidora independiente Producers Distributing Corporation de Cecil B. DeMille para crear lo que en algún momento se conocería como RKO Radio Pictures. En ese período intermedio, la producción de temas cortos acreditados a American Pathé aumentó a alrededor de 150 en cinco años, bajo los nombres «Manhattan Comedies», «Campus Comedies», «Melody Comedies», «Checker Comedies», «Folly Comedies», «Rainbow Comedies», «Rodeo Comedies» y «Capitol Comedies», con actores como Franklin Pangborn, Thelma White, Buck and Bubbles y Alan Hale.
Entre las producciones independientes de American Pathé se encuentran el influyente documental Nanuk, el esquimal en 1922 y una gran cantidad de seriales.
En 1932, la empresa pasó a producir únicamente noticieros y documentales.
En 1941, la empresa adquirió Producers Releasing Corporation. Sin embargo, se vendieron en una fusión en 1947 con Eagle-Lion Films. También en 1947, RKO vendió las operaciones de noticieros a Warner Bros.